# Népal aux Jeux paralympiques
Le Népal a participé pour la première fois aux Jeux paralympiques aux Jeux paralympiques d'été de 2004 à Athènes. Il a remporté sa première médaille aux Jeux paralympiques d'été de 2024 à Paris grâce à Palesha Goverdhan en Taekwondo.